# Per Oscarsson
Per Oscarsson, teljes nevén Per Oscar Heinrich Oscarsson (Stockholm, 1927. január 28. – Skara, 2010. december 31.) svéd rendező és színész. Hazájában nagy népszerűségnek örvend; számos mozi- és tévéfilmben, illetve színházi előadásban szerepelt.

## Pályafutása
Az 1966-os cannes-i filmfesztiválon megkapta a Legjobb férfi alakítás díját a Knut Hamsun regénye alapján forgatott Sult (Éhség) című filmben nyújtott teljesítményéért.
Háza 2010. december 31-én leégett, és a színész a lángok áldozatává vált.

## Filmográfia
- Picasso kalandjai (1978)

## Fordítás
- Ez a szócikk részben vagy egészben a Per Oscarsson című angol Wikipédia-szócikk ezen változatának fordításán alapul.  Az eredeti cikk szerkesztőit annak laptörténete sorolja fel. Ez a jelzés csupán a megfogalmazás eredetét és a szerzői jogokat jelzi, nem szolgál a cikkben szereplő információk forrásmegjelöléseként.